# Frank Drake
Frank Donald Drake (Chicago,  28 de maio de 1930 – Aptos, 2 de setembro de 2022) foi um astrônomo, astrofísico, pesquisador e professor universitário norte-americano.
Drake estudou emissões de rádios de planetas, estando envolvido na primeira busca por inteligência extraterrestre, incluindo a fundação do programa SETI, montando as primeiras tentativas observacionais de detectar comunicações extraterrestres em 1960 no Projeto Ozma, desenvolvendo a equação de Drake e como o criador da Mensagem de Arecibo, uma codificação digital de uma descrição astronômica e biológica da Terra e suas formas de vida para transmissão ao cosmos.
Drake é considerado um dos pioneiros do campo moderno da busca por inteligência extraterrestre junto de Giuseppe Cocconi, Philip Morrison, Iosif Shklovsky e Carl Sagan.

## Biografia
Drake nasceu em 1930, em Chicago. Seu pai, Richard Drake, era engenheiro químico, e sua mãe, Winifred Thompson, conheceu o pai de Frank quando era estudante na Universidade de Illinois. Frank Drake era o filho mais velho, tendo dois irmãos mais novos: Alma, uma bioquímica, e Robert, economista.
Aos 8 anos, Drake já gostava de esquadrinhar os céus, olhando para as estrelas. Apesar de já pensar se poderia haver vida inteligente fora da Terra, Drake evitava discutir a respeito devido a questões políticas e religiosas. Seus pais eram batistas e criavam os filhos de maneira bastante austera, onde riso e diversão eram, em geral, ausentes.
Na escola dominical, Drake percebeu que as diferentes religiões humanas tinham vários pontos em comum e que algumas delas devem ter começado por acaso. Ele então pensou que a civilização humana também poderia ser um resultado de um acaso e que em outras partes do universo poderiam existir outras civilizações que surgiram da mesma maneira.
Cada vez mais interessado em ciência, Frank começou a fazer visitas frequentes em sua bicicleta ao Museu de Ciência e Indústria de Chicago. Ele veio a conhecer de cor as exposições do museu, incluindo uma que revelava que nosso sol é uma estrela média entre bilhões de outras na Via Láctea. Isso o fez se perguntar novamente se civilizações alienígenas poderiam estar presentes em nossa própria galáxia.
Junto com um amigo, ele começou a fazer experimentos químicos simples e a construir pequenos motores e rádios. Mais tarde, eles passaram a brincar com motores de carros.

## Marinha
Aos 17 anos, Drake ganhou uma bolsa de estudos da Marinha dos Estados Unidos que o enviou para a Universidade Cornell, em Nova Iorque. Inicialmente, ele planejava se tornar engenheiro aeronáutico, mas acabou mais interessado em eletrônica, seguindo depois para a física. Foi em seu último ano que ele fez um curso de astronomia, onde observou o planeta Júpiter através de um telescópio de 15 polegadas e ficou impresisonado com o que viu.
Em 1951, aos 21 anos, assistiu a palestras do professor Otto Struve, com quem aprendeu que a spectroscopia poderia ser usada para medir a rapidez com que as estrelas estão girando, pois a maioria das estrelas gira mais lentamente do que o esperado pelos cálculos teóricos. Struve deduziu corretamente que as estrelas geralmente não estão sozinhas: como no próprio sistema solar, as estrelas centrais seriam acompanhadas por planetas em órbita. Strove concluiu que a vida pode muito bem estar presente em outras partes da galáxia. Para Drake foi o primeiro incentivo para considerar a possibilidade de vida extraterrestre.
Logo depois de se graduar, Drake precisava servir à Marinha como parte do acordo de sua bolsa de estudos e assim serviu brevemente como técnico em eletrônica a bordo do cruzador USS Albany.

## Harvard
No outono de 1955, Drake ingressou na Universidade Harvard como aluno de pós-graduação. Devido à sua formação em eletrônica pela Marinha, Drake foi designado para trabalhar com radioastronomia, onde ele analisava os sinais de rádio que chegavam à Terra. Rádioastrônomos também podem usar técnicas de radar para estudar planetas, enviando um sinal de rádio a um planeta, retornando com informações sobre a superfície de onde ele ricocheteou. Com sua experiência na Marinha, Drake logo se tornou um membro essencial de uma equipe de Harvard cujo equipamento, impulsionado por tubos de vácuo e amplificadores não confiáveis, estava sempre quebrando.
Em seu primeiro ano como estudante de pós-graduação, Drake percebeu que a radioastronomia era provavelmente a maneira pela qual se detectaria ou se entraria em contato com uma civilização alienígena. Sua orientadora de doutorado foi a também astrônoma Cecilia Payne-Gaposchkin.
Seu primeiro emprego depois de Harvard foi no Observatório Nacional de Radioastronomia em Green Bank, na Virgínia Ocidental, em abril de 1958. Impressionado com o radiotelescópio de 25 metros do Green Bank, aquela foi a primeira oportunidade de Drake de trabalhar com equipamentos sensíveis o suficiente para detectar transmissões de rádio de extraterrestres. O receptor do Green Bank pode detectar um radiotelescópio equivalente a uma distância de 12 anos-luz, bom o suficiente para ouvir transmissões de cerca de 30 sistemas estelares, incluindo várias estrelas semelhantes ao sol.

### Projeto Ozma
Em 1959, Drake conseguiu um acordo com outros funcionários do observatório para iniciar um projeto que chamou de Projeto Ozma, caçando transmissões de rádio de alienígenas. Com medo de serem ridicularizados, a equipe preferiu manter o projeto em segredo. Em setembro de 1959, antes do início do Projeto Ozma, Giuseppe Cocconi e Philip Morrison publicaram um artigo na Nature intitulado "Searching for Interstellar Communications". Os autores propuseram que os astrônomos realizassem uma pesquisa semelhante ao projeto Ozma de Drake. Isso obrigou Drake a ir a público com seu trabalho antes do planejado.
As observações do Projeto Ozma começaram em 8 de abril de 1960. Nenhum alienígena foi detectado, mas o então estudante de pós-graduação da Universidade Cornell, Carl Sagan, entrou em contato com Drake, o que levou a uma cooperação vitalícia entre os dois astrônomos.
A primeira conquista de Drake com o radiotelescópio em Green Bank foi mapear o centro da Via Láctea pela primeira vez. Até então, ninguém o tinha visto porque grandes quantidades de poeira no centro galáctico bloqueiam a luz visível. A poeira não bloqueia as ondas de rádio, então Drake conseguiu usar as frequências de rádio que chegam do centro da Via Láctea para mapeá-la.
Junto do astrônomo norueguês Hein Hvatum, Drake descobriu que Júpiter tem cinturões de radiação semelhantes aos cinturões de Van Allen da Terra. Também descobriu que as altas temperaturas em Vênus não mudam entre o dia e a noite e deduziu que a atmosfera de Vênus é tão espessa quanto as profundezas oceânicas da Terra, retendo o calor. Descobriu que os ventos em Vênus se movem a apenas alguns quilômetros por hora e desenvolveu um novo método de análise da polarização das ondas de rádio para avaliar a geografia e a topografia da superfície de um planeta, o que eventualmente permitiu que a superfície de Vênus fosse mapeada com precisão.

## Equação de Drake
No verão de 1961, Drake recebeu uma ligação do biólogo Peter Pearman, do Conselho de Ciências Espaciais da Academia Nacional de Ciências. Pearman estava entusiasmado com o Projeto Ozma e queria trabalhar com Drake para organizar uma conferência no Observatório de Green Bank para impulsionar a busca por vida em outros planetas.
Drake e seus colegas montaram uma lista de cientistas ilustres e os convidaram. Drake comprou uma caixa de champanhe, porque ele previu corretamente que um dos participantes, Melvin Calvin, seria anunciado como o vencedor do Prêmio Nobel de Química durante a conferência. Drake escreveu uma lista de tópicos da conferência e notou que cada tópico importante poderia ser expresso como um número. Ele percebeu que esses números poderiam ser multiplicados no que se tornou a equação mais famosa do SETI.
| “ | Descobri que poderia reduzir toda a agenda da reunião a uma única linha [a equação de Drake]. Claro, eu não tinha valores reais para a maioria dos fatores. Mas eu tinha uma equação convincente que resumia os tópicos a serem discutidos... Às vezes as pessoas... pensam que a equação é altamente especulativa. Na verdade, é justamente o contrário, já que cada fenômeno que ela supõe ocorrer no universo é um evento que já ocorreu pelo menos uma vez. | ” |

A equação é escrita como:
{\displaystyle N=R^{*}\times f_{p}\times n_{e}\times f_{l}\times f_{i}\times f_{c}\times L}
Onde:
N é o número de civilizações extraterrestres em nossa galáxia com as quais poderíamos ter chances de estabelecer comunicação.
R* é a taxa de formação de estrelas em nossa galáxia.
fp é a fração de tais estrelas que possuem planetas em órbita.
ne é o número médio de planetas que potencialmente permitem o desenvolvimento de vida por estrela que tem planetas.
fl é a fração dos planetas com potencial para vida que realmente desenvolvem vida.
fi é a fração dos planetas que desenvolvem vida inteligente.
fc é a fração dos planetas que desenvolvem vida inteligente e que têm o desejo e os meios necessários para estabelecer comunicação.
L é o tempo esperado de vida de tal civilização.
A equação de Drake tornou-se um ícone da ciência, em especial para a astronomia e ainda mais particularmente o SETI. Drake se juntou a um grupo de cientistas de elite, incluindo Albert Einstein e James Clerk Maxwell, cujas equações entraram para o imaginário do público o suficiente para aparecer em camisetas e outras itens.
A equação também estimulou debates acalorados porque a maioria dos valores “razoáveis” inseridos na equação sugerem que a Via Láctea deveria estar repleta de vida e os astrônomos já deveriam ter detectado ao menos uma civilização.
Nos anos 1960, Drake supervisionou a conversão do Observatório de Arecibo em radiotelescópio. Em 1963, Drake foi persuadido a deixar o Observatório de Green Bank para se tornar chefe da seção de Ciências Lunares e Planetárias do Laboratório de Propulsão a Jato (JPL) da NASA, mas não ficou muito tempo. No começo do ano seguinte, ele se demitiu do JPL, irritado com a burocracia que o impedia de trabalhar com pesquisa. Em junho de 1964, ele voltou como professor de astronomia para a Universidade Cornell.
Entre 1966 e 1968, Drake trabalhou em Porto Rico como diretor do radiotelescópio de Aricebo. Durante este tempo, ele cunhou a palavra "pulsar" para um novo tipo de estrela descoberto por Jocelyn Bell Burnell e Antony Hewish na Universidade de Cambridge, no Reino Unido. Em 1972, Drake projetou, com Carl Sagan, a Placa Pioneer, a primeira mensagem enviada ao espaço. Dois anos depois, ele escreveu a Mensagem de Arecibo. Mais tarde ele foi supervisor na produção do Disco de Ouro da Voyager.
Em 2015, em Londres, Drake, Martin Rees e o empresário russo Yuri Milner, juntamente com o físico Stephen Hawking, anunciaram suas intenções de fornecer US$ 100 milhões em financiamento ao longo da próxima década para os melhores pesquisadores do SETI, através do projeto "Breakthrough Listen" que permitirá que novos levantamentos de dados  rádio e ópticos possam ocorrer usando os mais avançados telescópios.
Drake trabalhou como Professor de Astronomia na Universidade Cornell de 1964 a 1984. Desde então, ele foi Professor Emérito de Astronomia e Astrofísica na Universidade da Califórnia em Santa Cruz.

## Vida pessoal
A primeira esposa de Drake foi a compositora Elizabeth Bell, com quem teve três filhos: Paul tornou-se fotógrafo e Stephen e Richard tornaram-se músicos. Drake conheceu sua segunda esposa, Amahl, em Cornell. Eles tiveram duas filhas: Nadia, que se tornou jornalista científica; e Leila, que se tornou bailarina.
Em seu tempo livre, Drake gostava de cultivar orquídeas e de trabalhar com lapidação.

## Morte
Frank Drake morreu em 2 de setembro de 2022, em sua casa, em Aptos, na Califórnia, de causas naturais, aos 92 anos.